# Melanoleuca arcuata
Melanoleuca arcuata är en svampart som först beskrevs av Pierre Bulliard (v. 1742–1793), och fick sitt nu gällande namn av Rolf Singer 1935. Melanoleuca arcuata ingår i släktet Melanoleuca och familjen Tricholomataceae.   Inga underarter finns listade i Catalogue of Life.
I den svenska databasen Dyntaxa används istället namnet Melanoleuca friesii för samma taxon.  Arten är reproducerande i Sverige.